# Microtheoris
Microtheoris és un gènere d'arnes de la família Crambidae.

## Taxonomia
- Microtheoris ophionalis (Walker, 1859)
- Microtheoris vibicalis (Zeller, 1873)

## Espècies antigues
- Microtheoris sesquialteralis (Zeller, 1873)